# Malad City
Malad City (appelée aussi communément Malad) est la seule ville du comté d'Oneida dans l'Idaho aux États-Unis. Elle comptait 2 095 habitants au recensement de 2010, contre 2 158 habitants lors de celui de 2000.
La ville tire son nom de la toute proche rivière Malad, dont le nom vient du français « Malade ». Malad City se trouve sur l'Interstate 15 à l'est de la Malad Valley, à 21 km de la frontière entre l'Utah et l'Idaho.
Le slogan de Malad est « Où commence l'Idaho ».

## Histoire
Fondée en 1864, Malad City est l'une des plus vieilles communautés de l’État de l'Idaho. La communauté reçut son nom de Donald Mackenzie, un  trappeur canado-écossais, qui traversait la vallée entre 1818 et 1821 avec un groupe de trappeurs. Certains de ces hommes tombèrent malades alors qu'ils campaient en ce lieu et, croyant que la maladie était due à l'eau potable du cours d'eau principal de la vallée, il le nomma d'un nom français : "Malade". En fait, l'eau n'avait rien à voir avec la maladie des hommes comme on l'a su plus tard du second groupe dirigé par Jim Bridger entre 1832 et 1835. Les hommes ont mangé du castor qui s'était nourri de racines toxiques d'un arbre et qui présentait de l'arsenic dans leur chair. Le castor aurait probablement été immunisé contre le poison à cause d'une adaptation sur le long terme, aussi les trappeurs souffrirent des suites de leur banquet.
Malad City commence comme une colonie mormone galloise dont les colons avaient apporté leurs traditions du Pays de Galles. En plus de cette majorité de mormons, certaines importantes familles de la communauté appartenaient soit à l'Église presbytérienne, soit à la Communauté du Christ. Chacune de ces deux confessions construisit un lieu de culte dans la ville. Certains des procès-verbaux des réunions de la ville naissante ont été pris à la fois en anglais et en gallois. La ville est très fière de son héritage gallois. Malad City prétend avoir plus de descendants du Pays de Galles par habitant que n'importe quel lieu en dehors du Pays de Galles. Malad City célébrait son héritage gallois en organisant une eisteddfod annuelle, sur le modèle des concours de musique et de poésie qui se tenait au Pays de Galles depuis plus de 900 ans. L'eisteddfod était un événement se déroulant toute la journée avec des personnes venant de tout le sud-est de l'Idaho. L'événement consistait en de la musique, des chants, et des contes du Pays de Galles. La coutume perdura jusqu'à 1916 et le déclenchement de la Première Guerre mondiale. Dans le but de renouveler l'ancienne tradition de l'eisteddfod à Malad City, en 2004, le festival Malad City Valley Welsh fut créé.
À l'été 1843, John C. Fremont et son groupe de 39 hommes dépassèrent le lieu où Malad City se trouve de nos jours.
Le prophète mormon Brigham Young vint dans la Malad Valley en 1855. En 1856, à sa demande, les membres de l'Utah de la Communauté du Christ émigrèrent dans la région. Ce groupe de 15 familles mené par Ezra Barnard se rendit dans la Malad Valley et installèrent une communauté sous le nom de Fort Stuart. L'année suivante, en 1857, Fort Stuart fut renommé Malad City. Un bureau de poste fut fondé plus tard, en 1865.
En 1886, Malad City était le village de l'est de l'Idaho dont la population augmenta le plus. La ville était un important centre commercial entre Salt Lake et Butte. En 1906, le chemin de fer atteignit Malad City, permettant d'aller à Salt Lake City par le rail en seulement quatre heures. La population de la ville doubla dans les 15 années qui suivirent. Malad City connut une crue quand, à l'est, le barrage en terre de Deep Creek Dam, au nord-est de la ville se brisa le 19 juin 1910.
Un tremblement de terre de magnitude 6,1 secoua la Pocatello Valley près de la frontière entre l'Idaho et l'Utah le 27 mars 1975. L'épicentre était à seulement 24 km au sud-ouest de Malad City qui fut durement touchée par le tremblement de terre. Près de 2/3 des maisons et des entreprises ont subi des dommages.
Vers la fin de l'année 2003, une épidémie nationale de grippe se produisit. Malad City a probablement été la communauté la plus durement touchée du pays. Beaucoup de personnes furent malades début décembre 2003 si bien que la ville fut pratiquement fermée. Toutes les écoles du district de Malad City furent fermées trois jours afin d'empêcher la propagation de la maladie aux écoliers. Près d'un tiers des écoliers fut malade. Les services religieux et les fêtes de Noël furent également annulés.
Malad City a le plus vieux grand magasin de l’État de l'Idaho. Evans Co-op ouvrit en 1865 et il est encore en activité de nos jours. Malad City possède également la plus longue parution pour un journal hebdomadaire de l'Idaho a la plus grande longévité de l'Idaho, nommé The Idaho Enterprise, sa première parution se fit le 6 juin 1879.

## Géographie
- Jours dans l'année où le soleil est prédominant : 203
- Jours dans l'année avec des précipitations (plus de 0,254 mm) : 97

La faille de Wasatch longe le côté est de la Malad Valley, et il y a plusieurs failles actives dans le sud et l'ouest de la région.
Zone de rusticité : 5.

## Démographie
Au recensement de la population de 2000, il y avait 2 158 habitants, 797 ménages et 561 familles y résidaient. La densité de population était de 498,9 habitants/km2. Il y avait 908 structures d'habitation avec une densité moyenne de 209,9/km2. La répartition ethnique de la ville était de 98,01 % blancs, 0,14 % Afro-Américain, 0,37 % Américain natif, 0,23 % Asiatique, 0,09 % des îles du Pacifique, 0,56 % des autres ethnies, et 0,60 % d'au moins deux ethnies. Hispanique ou Latino représentaient 1,1 % de la population.
Il y avait 797 ménages dont 34,3 % avait des enfants de moins de 18 ans vivant avec eux, 61,5 % étaient des couples mariés vivant ensemble, 6,3 % étaient des femmes seules avec enfant, et 29,5 % vivaient maritalement. 27,9 % de tous les ménages étaient constitués de personnes seules et 16,8 % des personnes vivant seules avaient au moins 65 ans. Pour les ménages, il y avait en moyenne 2,65 personnes quant aux familles elle était de 3,24.
Dans la ville, la population se composait de 29,9 % de moins de 18 ans, 7,1 % de 18 à 24 ans, 22,6 % de 25 à 44 ans, 20,0 % de 45 à 64 ans, et 20,4 % pour les 65 ans et plus. L'âge moyen était de 38 ans. Pour 100 femmes, il y avait 92,7 hommes. Pour 100 femmes de 18 ans et plus, il y avait 92,2 hommes.
Le revenu moyen annuel pour un ménage dans la ville était 32 235 $, et le revenu moyen d'une famille était de 38 068 $. Les Hommes avaient un revenu moyen de 29 125 $ contre 19 338 $ pour les Femmes. Le revenu par tête pour la ville était de 13 926 $. Près de 6,2 % des familles et 10,0 % de la population étaient sous le seuil de pauvreté, dont 9,7 % ayant moins de 18 ans et 13,8 % ayant 65 ans ou plus.
| 1880 | 1900  | 1910  | 1920  | 1930  | 1940  |
| ---- | ----- | ----- | ----- | ----- | ----- |
| 759  | 1 050 | 1 303 | 2 598 | 2 535 | 2 731 |

| 1950  | 1960  | 1970  | 1980  | 1990  | 2000  |
| ----- | ----- | ----- | ----- | ----- | ----- |
| 2 715 | 2 274 | 1 848 | 1 915 | 1 946 | 2 158 |

| 2010  | - | - | - | - | - |
| ----- | - | - | - | - | - |
| 2 095 | - | - | - | - | - |

## Les attractions
Oneida County Pioneer Museum – Le bâtiment fut construit en 1914 par R.B. Davis et fut une pharmacie puis fut reconverti en bâtiments à visée commerciale jusqu'à devenir la demeure du musée en 1992. le coffre-fort original et le plafond original en fer forgé sont encore en bon état et sont des caractéristiques notables du musée. Ouvert du mardi au samedi de 13h00 à 17h00 ou sur rendez-vous. L'entrée est gratuite mais les dons sont appréciés. Adresse : 27 Bannock St. Malad City, ID 83252 Téléphone: (208) 766 - 9247
Caribou-Targhee National Forest – située au sud-est de l'Idaho sur 6 comtés différents avec des incursions sur le territoire du Wyoming et de l'Utah, Caribou National Forest s'étend sur plus de 4 000 km2. C'est la demeure du wapiti, de cervidés, de l'élan, mais pas du caribou. The district de Malad City comprend la chaîne de montagne Great Basin. Le bureau de Malad City se trouve : 195 South 300 East, Malad City, Idaho 83252 Téléphone : (208) 766-5900. Ranger du district : Jerald Tower
Curlew National Grassland – Créé en  1960, the Curlew National Grassland est le seul National Grassland des régions montagneuses de l'ouest. Avec plus de 190 km2 de terre, il fournit un habitat pour une faune variée : sauvagines, passeri, oiseaux de proie, oiseaux de montagne dont le tétras à queue fine. Situé à 26 km à l'ouest de Malad City sur la Highway 37. Les terrains de camping entretenus et le camping sauvage sont tous les deux possibles. téléphone: (208) 766-4743
Malad City Welsh Festival voir le second paragraphe d'"Histoire" de cet article.

## Information sur l'aéroport
Le Malad City Airport (code de l'aéroport MLD)se trouve à 3 km au sud-ouest de la ville à une altitude d'environ 1 373 m, et appartient au comté d'Oneida. Ses dimensions sont de 1509 × 18 m. Il ne possède pas de tour de contrôle et est ouvert du lundi au samedi de 08h00 à 17h00.

## Personnalités liées à la ville
- John V. Evans - Sénateur de l’État de l'Idaho, en position de leader de la Majorité et de la Minorité, et gouverneur de l'Idaho
- Ralph R. Harding –  Membre de la Chambre des Représentants
- William Marion Jardine - Secrétaire des États-Unis chargé de l'Agriculture, ambassadeur des États-Unis en Égypte
- Olive Davis Osmond – mère des Osmonds
- Darwin Thomas – Juge à la Cour suprême de l'Idaho – premier autochtone de l'Idaho a élu à la cour
- Sonia Johnson – écrivain  et militante
- William J. Rutter – Biochimiste et cofondateur de Chiron Corporation
- Mabel Jones Gabbott – poète lyrique du livre des cantiques de l’Église de Jésus-Christ des Saints des Derniers Jours et poète des cantiques d'enfants pour l’Église de Jésus-Christ des Saints des Derniers Jours.

## Éducation
Malad City dépend du système scolaire (PK-12 : du jardin d'enfants à la terminale) du district scolaire du comté d'Oneida. Les écoles publiques de Malad City comprennent :
- « l'École élémentaire de Malad »(Archive.org • Wikiwix • Archive.is • Google • Que faire ?) (consulté le 7 avril 2013)
- « le collège de Malad »(Archive.org • Wikiwix • Archive.is • Google • Que faire ?) (consulté le 7 avril 2013)
- Le lycée Dragons de Malad City

## Culture populaire
Le court-métrage Peluca, l'ouvrage de Jared Hess et le film précurseur à succès Napoleon Dynamite, font référence à Malad City. L'adversaire, Seth, est joué par Jon Heder et raconte à ses amis qu'il a une compétition pour Futurs Fermiers de l'Amérique 0 "Ma-lawd" le matin suivant. Peluca et Napoleon Dynamite sont tous les deux filmés dans le voisinage du Comté de Franklin (Idaho) et font beaucoup référence au territoire environnant dans leur film.